# René Enders
René Enders (Zeulenroda, 13 de fevereiro de 1987) é um desportista alemão que compete no ciclismo na modalidade de pista, especialista na prova de velocidade por equipas.
Participou em três Jogos Olímpicos de Verão, entre os anos 2008 e 2016, obtendo ao todo duas medalhas de bronze na prova de velocidade por equipas (em Pequim 2008 junto com Maximilian Levy e Stefan Nimke e em Londres 2012 com Maximilian Levy e Robert Förstemann).
Ganhou seis medalhas no Campeonato Mundial de Ciclismo em Pista entre os anos 2009 e 2016, e duas medalhas de ouro no Campeonato Europeu de Ciclismo em Pista, nos anos 2011 e 2013.

## Medalheiro internacional
| Jogos Olímpicos    | Jogos Olímpicos            | Jogos Olímpicos   | Jogos Olímpicos        |
| Ano                | Lugar                      | Medalha           | Competição             |
| ------------------ | -------------------------- | ----------------- | ---------------------- |
| 2008               | Pequim ( China)            | Medalha de bronze | Velocidade por equipas |
| 2012               | Londres ( Reino Unido)     | Medalha de bronze | Velocidade por equipas |
| Campeonato Mundial |                            |                   |                        |
| Ano                | Lugar                      | Medalha           | Competição             |
| 2009               | Pruszków ( Polónia)        | Medalha de bronze | Velocidade por equipas |
| 2011               | Apeldoorn ( Países Baixos) | Medalha de ouro   | Velocidade por equipas |
| 2013               | Minsk ( Bielorrússia)      | Medalha de ouro   | Velocidade por equipas |
| 2014               | Cali ( Colômbia)           | Medalha de prata  | Velocidade por equipas |
| 2015               | Saint-Quentin ( França)    | Medalha de bronze | Velocidade por equipas |
| 2016               | Londres ( Reino Unido)     | Medalha de bronze | Velocidade por equipas |
| Campeonato Europeu |                            |                   |                        |
| Ano                | Lugar                      | Medalha           | Competição             |
| 2011               | Apeldoorn ( Países Baixos) | Medalha de ouro   | Velocidade por equipas |
| 2013               | Apeldoorn ( Países Baixos) | Medalha de ouro   | Velocidade por equipas |

## Palmarés
- 2005
  - Campeão do mundo júnior em Velocidade por equipas (com Maximilian Levy e Benjamin Wittmann)
- 2006
  - Campeão da Europa sub-23 em Velocidade por equipas (com Michael Seidenbecher e Maximilian Levy)
- 2007
  - Campeão da Alemanha em Velocidade por equipas (com Matthias John e Michael Seidenbecher) 
  - Campeão da Alemanha em Keirin
- 2008
  - Medalha de bronze aos Jogos Olímpicos de Pequim em Velocidade por equipas (com Maximilian Levy e Stefan Nimke)
  - Campeão da Alemanha em Velocidade por equipas (com Matthias John e Michael Seidenbecher)
- 2011
  - Campeão do mundo velocidade por equipas (com Maximilian Levy e Stefan Nimke)
  - Campeão da Europa Velocidade por equipas (com Stefan Nimke e Robert Förstemann)
- 2012
  - Medalha de bronze aos Jogos Olímpicos de Londres em Velocidade por equipas (com Maximilian Levy e Robert Förstemann)
- 2013
  - Campeão do mundo velocidade por equipas (com Maximilian Levy e Stefan Bötticher)
  - Campeão da Europa Velocidade por equipas (com Maximilian Levy e Robert Förstemann)
  - Campeão da Alemanha em Velocidade por equipas (com Richard Assmus e Robert Förstemann)
- 2014
  - Campeão da Alemanha em Velocidade por equipas (com Richard Assmus e Robert Förstemann)

### Resultados à Copa do Mundo
- 2011-2012
  -     - 1.º em Cale e Londres, em Velocidade por equipas
- 2012-2013
  -     - 1.º em Glasgow, em Velocidade por equipas
- 2013-2014
  - 1r em Manchester e Aguascalientes, em Velocidade por equipas
- 2014-2015
  -     - 1.º em Londres, em Velocidade por equipas
- 2015-2016
  -     - 1.º em Cali e Cambridge, em Velocidade por equipas